# مرجان وحدت
مرجان وحدت (زاده ۱۳۵۵) خواننده و نوازنده اهل ایران است. او خواهر مهسا وحدت است.

## زندگی‌نامه و فعالیت هنری
مرجان وحدت از کودکی مقدمات موسیقی و ساز پیانو را نزد مینو محبی آغاز کرد. آواز ایرانی سنتی را نزد پری ملکی فراگرفت و نزد مهدی فلاح و سیما بینا ادامه داد. ساز سه‌تار را نزد رامین کاکاوند آموخت و نزد مسعود شعاری دنبال کرد.

## کنسرت‌ها
- ۲۳ فروردین ۱۳۸۷: پاریس، فرانسه. سالن تئاتر شهر.
- ۲۷ مرداد ۱۳۸۶: اسلو، نروژ، کنسرتی به مناسبت چاپ آلبوم «آوازهایی از باغ ایرانی» با همکاری گروه ایرانی و نروژی.
- ۳ تیر ۱۳۸۶: کلیسای قدیمی وارالو، ایتالیا، آواز و دف از مرجان و مهسا وحدت، سه‌تار اتابک الیاسی و نی پاشا هنجانی.
- ۱ تیر ۱۳۸۶: موزه باستان‌شناسی شهر تورینِ ایتالیا و خرابه‌های «تئاترو رومانو» صحنه برگزاری این کنسرت بود. همانند کنسرت وارالو، در این کنسرت آواز و دفِ مرجان و مهسا وحدت را سه‌تار اتابک الیاسی و نی پاشا هنجانی همراهی می‌کرد.
- ۷ خرداد ۱۳۸۶: سومین دوسالانه هنر آواز، سیته دِلا موزیک، پاریس، فرانسه. آواز و دف از مرجان و مهسا وحدت و نی از امیر اسلامی.
- ۱۰ تیرماه ۱۳۸۵: اینترنشتال مارکْت فستیوال، در ادامه پروژه لالایی‌های محور شرارت، آرندال، نروژ، به همراه نوت ری‌یرسترود (گیتار)، آندرس انگن (درامز)، اودن ارلین (گیتار)، دیوید والومرود (کیبورد)، مرجان (آواز و دف) و مهسا وحدت (آواز)
- اول خردادماه ۱۳۸۶: کنسرت «آوازهایی از باغ ایرانی» در باغ سفارت ایتالیا در تهران به نفع کودکان افغان و ایرانی ساکن زاهدان و با حمایت صندوق کودکان سازمان ملل برگزار شد. در این کنسرت یک گروه ایرانی همراه گروه نروژی به رهبری کنوت ریرسترود، مرجان و مهسا وحدت را همراهی کردند.
- ۳ تیر ۱۳۸۶: کلیسای قدیمی وارالو، ایتالیا، آواز و دف از مرجان و مهسا وحدت و سه‌تار اتابک الیاسی.
- ۱۳۸۲ فستیوالِ ورلد موزیکِ اسلو، اسلو، نروژ -- اجرای مشترک با خوانندگان کری برمنس از نروژی، ریم بنّا فلسطین، هلابصام از عراق، مهسا وحدت از ایران.
- ۱۳۸۱: فستیوال سپیک مک‌کی، پنجاب، هندوستان– با مهسا وحدت و گروه رومیبه سرپرستی رضا آبایی.
- ۱۳۷۹: فستیوال موسیقی شرقی، تالار من دوپاس، پاریس
- ۱۳۷۸: کنسرت در کلیسای سنت بارتولمه، نیویورک.
- ۱۳۷۷ و ۱۳۷۸: دانشگاه واشینگتن، سیاتل، واشینگتن، دانشگاه آستین، تگزاس، کنسرت و همکاری با رضا درخشانی
- ۱۳۷۶: کلن، مرکز نوا، کنسرت با گروه همنوا به سرپرستی مجید درخشانی
- ۱۳۷۵: فرهنگسرای نیاوران، تهران، کنسرت با گروه خنیا، به سرپرستی پری ملکی[۱][۲]

## آلبوم‌ها
- آلبوم لالایی‌های محور شرارت
- آلبوم دارم امیدی
- آلبوم دشت آبی[۳]
- همکاری با اریک هیلِ ستا، هنرمند نروژی، در سی‌دی لالایی محور شرارت. این سی‌دی شامل آوازهای لالائی از کشورهای ایران، عراق، فلسطین، دانمارک، سوئد و نروژ، در سال ۲۰۰۴ منتشر شد.
- همکاری با فرهاد مرفه در سی‌دی فرهنگ‌ها به کودکان کمک کنید.
- همکاری با اتابک الیاسی در آلبوم حوامنم